# Військовий переворот у Таїланді 2014

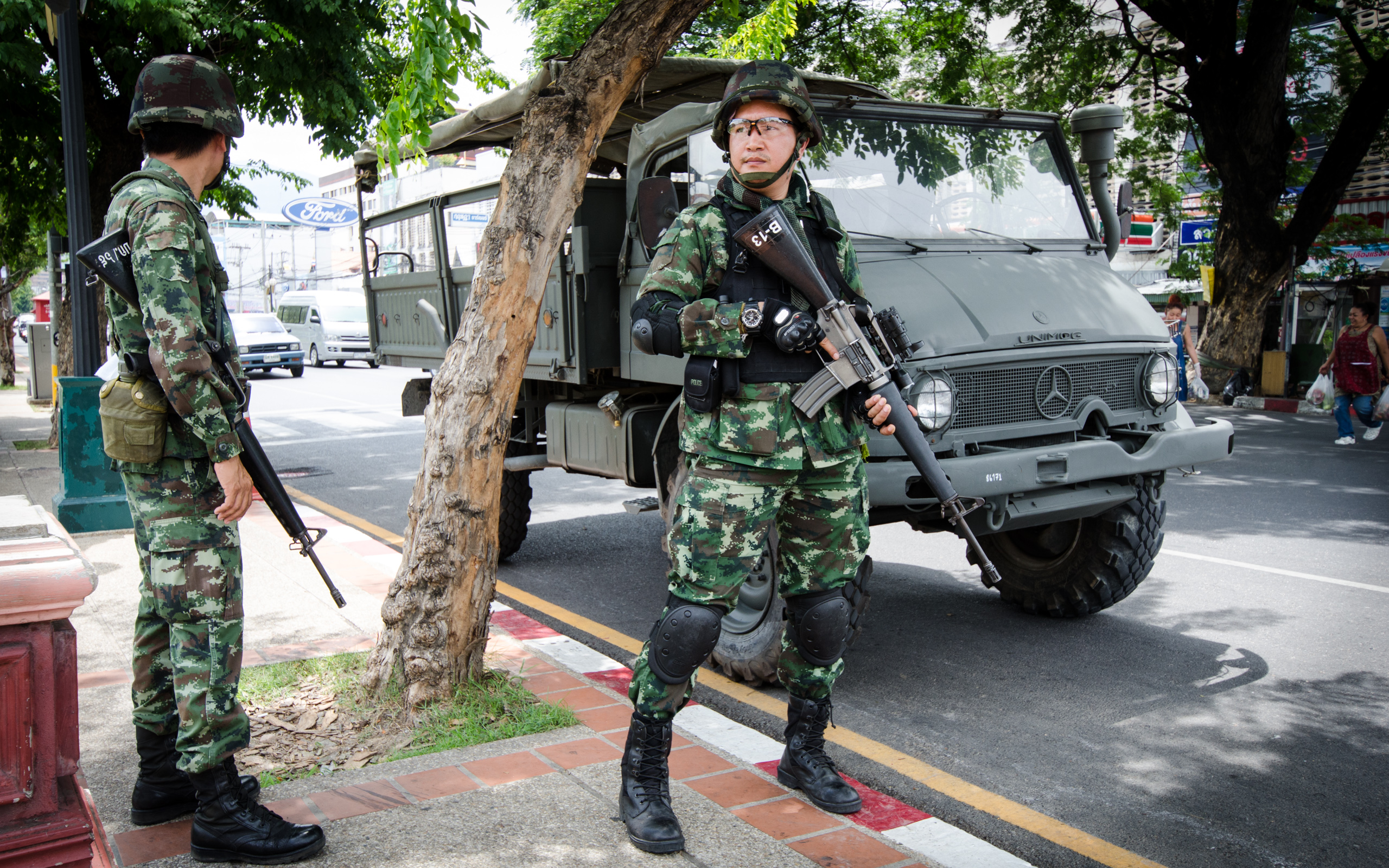
Військові перед Унімог

Військовий переворот 2014 року в Таїланді стався 22 травня під безпосереднім керівництвом командувача Королівською армією Таїланду генерала Прают Чан-Оча після введення 20 травня воєнного стану через безупинну політичну кризу та неможливість анти- і проурядових демонстрантів прийти до порозуміння.

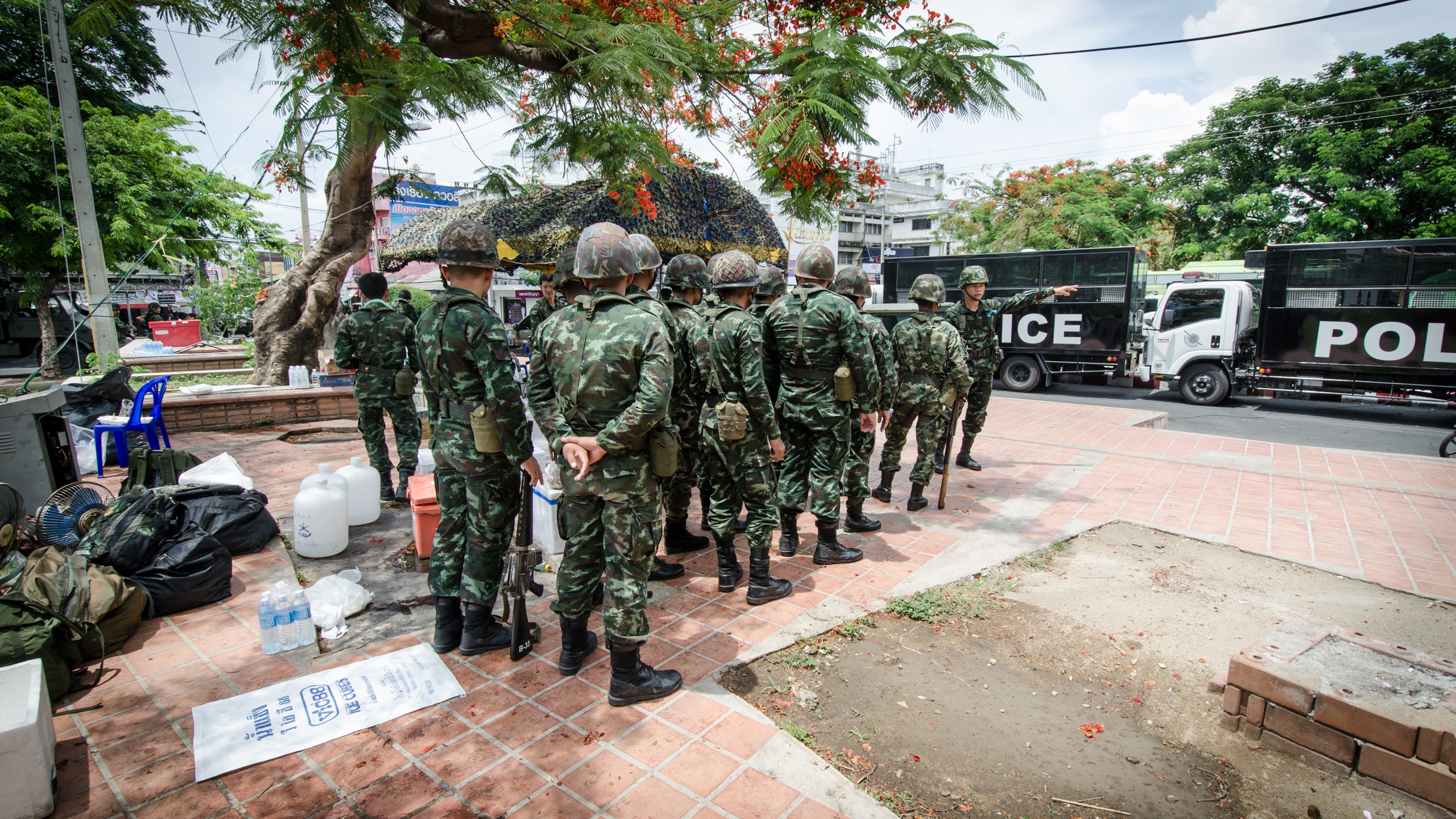
Відділення слухає наказ

Чан-Оча очолив створений ним і командувачими всіх видів Королівських збройних сил і поліції Таїланду хунту — Національну раду для миру і порядку, а пізніше зайняв пост прем'єр-міністра військового уряду. У результаті перевороту була введена комендантська година та цензура в ЗМІ, припинено дію конституції, заарештовані визначні політичні діячі, розігнані табори протестуючих, розпущений Сенат — верхня палата парламенту Таїланду.

## Хроніка

### Введення воєнного стану

#### 20 травня
20 травня о 5 годині ранку (1.00 київського часу) в прямому ефірі всіх національних телеканалів до громадян Таїланду звернувся командувач сухопутних військ генерал Прают Чан-Оча та оголосив про введення у всій країні воєнного стану для «підтримки законності та порядку» після антиурядових протестів, внаслідок яких загинули 28 людей та сотні отримали поранення. У зачитаному ним наказі № 1, підкреслювалося, режим воєнного стану замінив попередній більш м'який «особливий режим», введений урядом в Бангкоку та найближчих провінціях відповідно до закону про внутрішню безпеку. В офіційній заяві командування йдеться, що мета введення воєнного стану — «Відновити мир і порядок для людей, які представляють усі сторони», підкресливши, що «воєнний стан — це не державний переворот, немає необхідності піддаватися паніці, люди можуть вести колишній спосіб життя». Відповідно до Конституції Таїланду, армія має право оголосити військовий стан у випадку, якщо терміново необхідно вжити заходів для забезпечення безпеки в суспільстві.
Старший радник з питань безпеки прем'єр-міністра Таїланду Парадон Паттанабут заявив, що уряд не було проінформовано про введення воєнного стану, і, що «тимчасовий уряд на чолі з виконуючим обов'язки прем'єр-міністра Ніваттхумронгом Бунсонгпайсаном продовжує працювати. Нічого не змінилося, за винятком того, що армія тепер відповідає за питання національної безпеки». Офіційний представник армії, полковник Вінтхай Суварі підтвердив, що введення воєнного стану не вплине на роботу тимчасового уряду — «Цей військовий стан вводиться для відновлення миру і стабільності. Уряд продовжить свою роботу». Вранці наказом № 2 генерала Прают Чан-Оча було створено військове Командування щодо забезпечення миру і порядку, яке змінило змішаний військово-поліцейський урядовий Центр з забезпечення миру і порядку, що стежив за дотриманням особливого режиму. Наказом № 3 на 9 годину ранку (5.00 київського часу) була призначена зустріч Командування щодо забезпечення миру і порядку (КЗМП) з керівниками всіх міністерств та відомств рівня постійного секретаря (постійного заступника міністра) в центральному клубі сухопутних військ, оскільки всі цивільні держслужбовці за законом перепідлеглі військовим. Наказом визначено, що всі державні та приватні телевізійні канали та радіостанції країни зобов'язані в першу чергу передавати заяви КЗМП, перериваючи для цього свій звичайний ефір, і зобов'язані забезпечувати КЗМП безперебійний односторонній зв'язок з регіонами країни, щоб доносити до всіх провінцій зміст заяв КЗМП в режимі реального часу. Одночасно, військові зайняли клуб королівської поліції, в якому до ранку працював Центр по забезпеченню миру і порядку. Військові підрозділи замінили поліцію в охороні мітингу «червоних сорочок» Об'єднаного фронту за демократію проти диктатури на підтримку уряду. На сторінці лідера ОФДД Чатупхон Промпхан в «Facebook» близько 7 ранку (02.00 київського) з'явився запис про те, що «війська оточують майданчик мітингу», закликавши продовжувати мітинг, «не заважаючи військовим» і «не впадаючи в паніку».
Наказом № 4 генерала Прают Чан-Оча, що був зачитаний у прямому ефірі державного телеканалу Thai PBS були обмежені політичні мітинги та збори рамками двох діючих майданчиків анти- і проурядового протесту:
|  | Мітингуючим на вулицях міста наказую залишатися на території існуючих майданчиків мітингів і не виходити за їх межі. Для антиурядового Народного комітету демократичної реформи та підтримуючих його осіб та організацій таким майданчиком є зайнятя ними зараз ділянка вулиці Ратчадамнен, а для Об'єднаного фронту за демократію проти диктатури та підтримуючих його осіб та організацій — це зайнята ними зараз ділянка вулиці Уттхаян. |

Пізніше, в оголошенні, зробленому радіостанцією сухопутних військ країни, було сказано, що зустріч командувача сухопутних військ генерала Прают Чан-Оча, керівника Командування щодо забезпечення миру і порядку з керівниками міністерств та відомств перенесена на 14.00 (11.00 московського). Також було повідомлено, що опівдні в розташуванні Першої гвардійської дивізії пройде зустріч командувачів видів збройних сил Таїланду. У прямому ефірі національних телеканалів вільного мовлення, будівлі редакцій яких з трьох ранку (00.00 московського) зайняті військовими, було зачитано наказ № 5 Командування щодо забезпечення миру і порядку, з пропозицією десяти супутниковим телеканалам «припинити мовлення, щоб запобігти спотворення інформації в новинних повідомленнях, що може викликати непорозуміння». Слідом за пропозицією до десяти супутниковим телеканалам і всім неліцензованим УКВ-радіостанціям припинити мовлення Командуванням щодо забезпечення миру і порядку був випущений наказ № 6, зачитаний в прямому ефірі всіх національних телеканалів, яким забороняється їх діяльність, з метою запобігання поширення спотвореної інформації та непорозумінь, які можуть призвести до ескалації політичного конфлікту.
Особливим наказом військового командування щодо забезпечення миру і порядку, зачитаним у прямому ефірі національного телебачення та радіо, була введена часткова цензура ЗМІ, а саме, державним та приватним телеканалам, радіостанціям, друкованим та мережевим ЗМІ, забороняється публікувати інтерв'ю та думки осіб, здатних «заплутати суспільство або спровокувати насильство», наказуючи поліції та апарату міністерства внутрішніх справ на всій території країни негайно припиняти будь-які заяви та демонстрації проти режиму воєнного стану та КЗМП:
|  | Забороняється у всіх формах і за допомогою будь-яких джерел поширення новин, які перекручують факти, закликають до повстання, призводять до нерозуміння з боку населення та можуть негативно вплинути на миротворчі заходи, що вживаються. Власники телеканалів, ведучі ефіру та телевізійних або радіопрограм, журналісти не повинні допускати до ефіру та сторінках своїх видань науковців та експертів, колишніх державних службовців, колишніх суддів та представників інших юридичних професій, колишніх членів незалежних конституційних організацій, що виражають думки, які можуть призвести до ескалації конфлікту, спотворення інформації, до замішання в суспільстві та політичного насильства. Мовлення супутникових телеканалів повинно бути припинено, щоб уникнути непорозумінь та спотворення інформації. |

Пізніше, в оголошенні, зробленому радіостанцією сухопутних військ країни, було сказано, що зустріч командувача сухопутних військ генерала Прают Чан-Оча, керівника Командування щодо забезпечення миру і порядку з керівниками міністерств та відомств перенесена на 14.00 (11.00 московського). Також було повідомлено, що опівдні в розташуванні Першої гвардійської дивізії пройде зустріч командувачів видів збройних сил Таїланду. У прямому ефірі національних телеканалів вільного мовлення, будівлі редакцій яких з трьох ранку (23.00 київського) зайняті військовими, було зачитано наказ № 5 Командування щодо забезпечення миру і порядку, з пропозицією десяти супутниковим телеканалам «припинити мовлення, щоб запобігти спотворення інформації в новинних повідомленнях, що може викликати непорозуміння». Слідом за пропозицією до десяти супутниковим телеканалам і всім неліцензованим УКВ-радіостанціям припинити мовлення Командуванням щодо забезпечення миру і порядку був випущений наказ № 6, зачитаний в прямому ефірі всіх національних телеканалів, яким забороняється їх діяльність, з метою запобігання поширення спотвореної інформації та непорозумінь, які можуть призвести до ескалації політичного конфлікту.
Особливим наказом військового командування щодо забезпечення миру і порядку, зачитаний у прямому ефірі національного телебачення та радіо, була введена часткова цензура ЗМІ, а саме, державним та приватним телеканалам, радіостанціям, друкованим та мережевим ЗМІ, забороняється публікувати інтерв'ю та думки осіб, здатних «заплутати суспільство або спровокувати насильство», наказуючи поліції та апарату міністерства внутрішніх справ на всій території країни негайно припиняти будь-які заяви та демонстрації проти режиму воєнного стану та КЗМП:
|  | Забороняється у всіх формах і за допомогою будь-яких джерел поширення новин, які перекручують факти, закликають до повстання, призводять до нерозуміння з боку населення та можуть негативно вплинути на вживаються миротворчі заходи. Власники телеканалів, ведучі ефіру та телевізійних або радіопрограм, журналісти не повинні допускати до ефіру та сторінках своїх видань науковців та експертів, колишніх державних службовців, колишніх суддів та представників інших юридичних професій, колишніх членів незалежних конституційних організацій, що виражають думки, які можуть призвести до ескалації конфлікту, спотворення інформації, до замішання в суспільстві та політичного насильства. Мовлення супутникових телеканалів повинно бути припинено, щоб уникнути непорозумінь та спотворення інформації. |

На прес-брифінгу в Центральному клубі армії командувач сухопутних військ генерал Прают Чан-Оча сказав, що збройні сили «розберуться з тими, хто спробує що-небудь вирішувати силою зброї», заявив, що:
|  | Військовий стан триватиме до повного відновлення закону та порядку в країні. Всі політичні угруповання повинні почати між собою домовлятися про мирне вирішення кризи. |

Виконувач обов'язків прем'єр-міністра Таїланду Ніваттхумронг Бунсонгпайсан попросив виборчу комісію країни організувати вибори 3 серпня, щоб політична криза в країні якомога швидше вирішилася:
|  | Уряд направив лист до виборчої комісії з пропозицією організувати вибори 3 серпня, що, як ми вважаємо, буде доречним. Якщо комісія погодиться, то наступного тижня ми можемо оформити це указом. |

Офіційний представник міністерства закордонних справ Таїланду та генеральний директор Департаменту інформації Сек Ваннаметхі, уповноважений КЗМП провести брифінг для іноземних ЗМІ, заявив, що КЗМП і уряд Таїланду не бачать необхідності у введенні в країні комендантської години:
|  | Ні військове командування, ні уряд зараз не вважають за необхідне вводити в країні комендантську годину, незважаючи на оголошений сьогодні військовий стан. Влада країни намагаються не порушувати нормального плину життя та зберігати в умовах воєнного стану повагу до прав людини. Це стосується й іноземних туристів, що відпочивають в Таїланді: ми будемо охороняти їх право на спокійний відпочинок. |

Військові повністю замінили поліцейські контингенти, які охороняли два бангкокських аеропорти Суваннапхум та Донмианг, встановивши систему контрольно-перевірочних пунктів на під'їздах до аеропортів для проведення доглядів на предмет виявлення зброї або заборонених речовин.

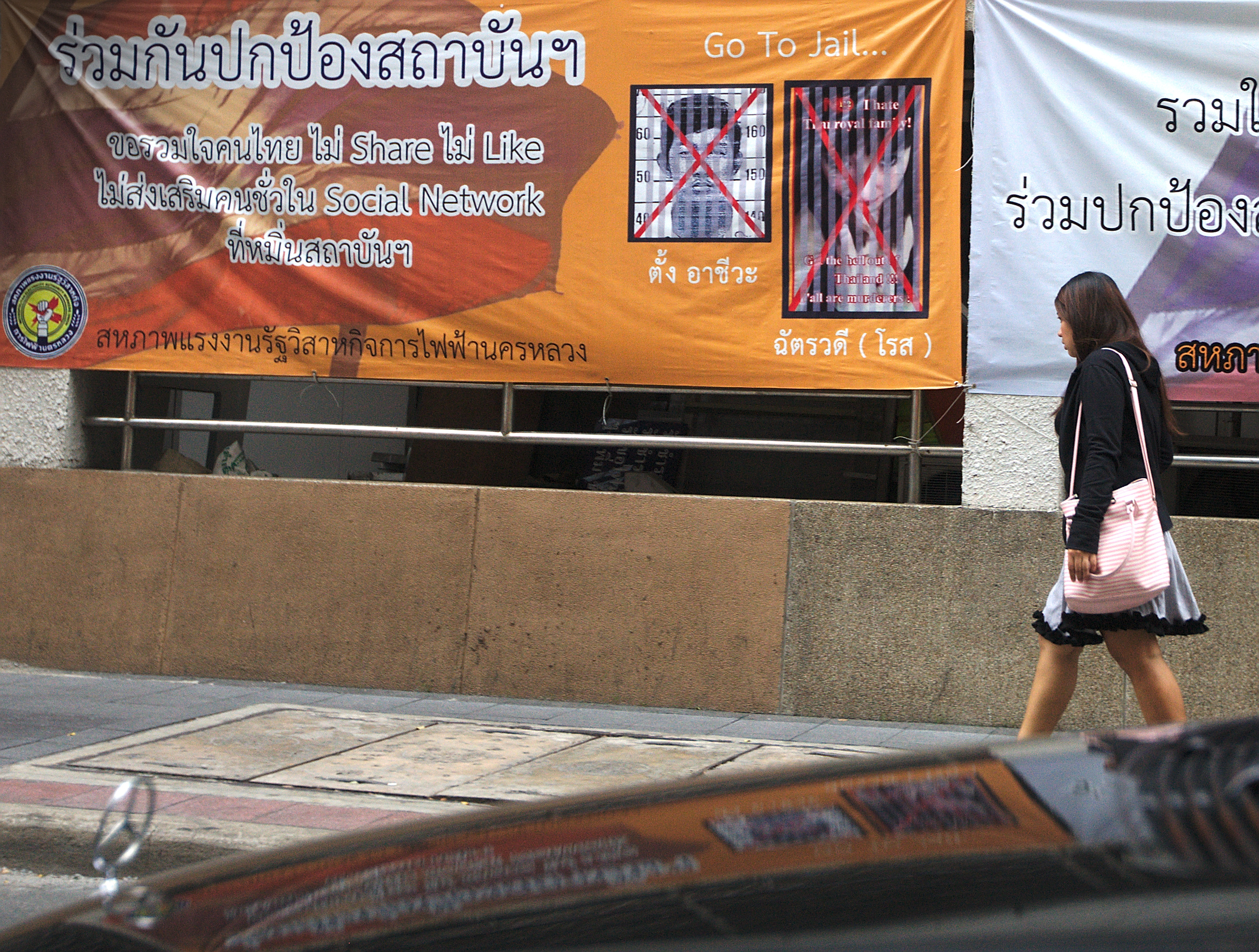
Банер в Бангкоку 30 червня 2014 року, інформування громадськості, що натискання «подобається» чи діяльність в соціальних медіа може призвести до в'язниці.

Прес-секретар протестного руху Аканат Промпан на своїй сторінці в соцмережі Facebook повідомив про скасування запланованих на 20 травня протестних маршів вулицями Бангкока. При цьому, лідер Об'єднаного фронту за демократію проти диктатури Джатупорн Промпан заявив, що прихильники уряду, продовжать свою акцію в Бангкоку, сказавши, що «нічого не змінилося в нашому намірі боротися і далі. Будь ласка, зустрічайте офіцерів посмішкою та доброзичливо».

#### 21 травня
21 травня зустріч генерала Прают Чан-Оча з лідерами політичних партій та рухів обох сторін конфлікту та представниками центральної виборчої комісії проходила з 14.30 до 16.00 (11.30 — 13.00 мск) в центральному клубі таїландської армії в Бангкоку завершилася безрезультатно і, як повідомила радіостанція сухопутних військ Таїланду, продовжиться 22 травня в 14.00 (10.00 київського часу), йдеться в повідомленні. Було тимчасово припинено кримінальне переслідування відносно лідерів опозиції за звинуваченням у спробі державного перевороту та державній зраді. На переговорах були присутні по п'ять осіб від кожної партії та політичного руху, члени центральної виборчої комісії, міністри кабінету за винятком в. о. прем'єр-міністра країни Ніваттхумронга Бунсонгпайсана, заздалегідь повідомили, що не може з'явитися на зустріч. Глава Виборчої комісії Таїланду Пучонг Нутравонг сказав, що «генерал Прают Чан-Оча попросив нас повернутися додому та подумати про ті речі, які ми обговорювали в спробі знайти рішення для країни».

### Військовий переворот

#### 22 травня
22 травня о 17:00 за місцевим часом Прают Чан-Оча по державному телебаченню оголосив про військовий переворот, пообіцявши відновити порядок в країні та забезпечити проведення політичних реформ:
|  | Переговори між політичними противниками виявилися безрезультатними, влада переходить від тимчасового уряду до Командуванню по збереженню миру і порядку, створеному після введення в країні воєнного стану. Збройні сили Таїланду з добрими намірами приймають на себе функції уряду з метою забезпечити мир і спокій в країні. це необхідно для підтримки миру і порядку. Наказую армії, флоту, збройним силам та поліції взяти владу під свій контроль. |

За кілька хвилин до телеефіру він провів зустріч з представниками опозиційних сил країни. Близько 16:20, будівля, в якій проходили переговори, оточили близько 300 військовослужбовців. Командувач оголосив переговори з політичними противниками безглуздими та наказав затримати всіх учасників. Військовослужбовці вивели із залу переговорів лідера опозиційних демонстрантів Сутхеп Тхаугсубан.
У прямому телезверненні до нації офіційний представник військового уряду — комітету із захисту національної безпеки заявив, що:
|  | Цим наказом на всій території Таїланду вводиться комендантська година з 22.00 до 05.00 з метою запобігання заворушенням та кровопролиття. Комендантська година введена в дію на невизначений термін і буде скасована у міру встановлення порядку та спокою. |

Офіційний представник військового уряду — комітету із захисту національної безпеки Вінтхай Суварі повідомив про введення заборони на мовлення всіх телеканалів та радіостанцій, крім телерадіослужби сухопутних військ:
|  | З теперішнього моменту і до особливого розпорядження всі телеканали та радіостанції, як державні, так і приватні, вільного, цифрового, супутникового та кабельного мовлення, зобов'язані припинити передачу своїх звичайних програм та транслювати виключно програму передач радіо та телебачення сухопутних військ Таїланду. |

Раніше, всі передачі були перервані у зв'язку з виходом в ефір прямого звернення до нації Прают Чан-Оча, який заявив про перехід влади в країні до військових. Разом з генералом Чан-Оча в студії були присутні командувачі військово-повітряних та військово-морських сил Таїланду, а також начальник головного управління національної поліції країни. Чан-Оча говорив від імені Комітету по захисту національної безпеки, що взяв на себе повноваження уряду, і від імені збройних сил і національної поліції. Ще раз генерал Чан-Оча та командувачі видів збройних сил і поліції з'явилися на екрані для того, щоб зачитати наказ КЗНБ номер 1 від 22 травня 2014 року, яким населенню було наказано продовжувати нормальне життя, а військовим частинам та спецчастини поліції — не залишати місць дислокації і не використовувати зброю та техніку без наказу КЗНБ. Пізніше патріотичні пісні були перервані ще раз оголошенням про введення комендантської години з 22.00 до 05.00 (19.00 — 02.00 за київським часом) на всій території країни на невизначений термін.
Офіційний представник військового уряду сказав, що «цим наказом тимчасово, аж до особливих розпоряджень, на території Таїланду скасовується дія конституції 2007 року», Але суди, сенат, виборчком та національна антикорупційна комісія продовжують діяти.
Представник армії в телезверненні до нації оголосив, про те, що військовий уряд Таїланду очолив командувач сухопутними військами генерал Прают Чан-Оча:
|  | Цим наказом утворено військовий уряд Таїланду. Главою уряду призначений командувач сухопутними військами генерал Прают Чан-Оча. |

Представник військового уряду в прямому ефірі телебачення закликав демонстрантів всіх політичних сил розійтися по домівках.
|  | Військовий уряд звертається з проханням до всіх політичних демонстрантів, які представляють всі політичні сили країни: розходьтеся по домівках. Безкоштовний транспорт буде організовано надано тим, хто його потребує. Ті, хто вирішать вирушити додому самостійно, можуть це зробити. |

У телезверненні було повідомлено про офіційну заборону громадянам збиратися в групи більш, ніж по п'ять осіб: «порушення цієї заборони тягне за собою покарання у вигляді одного року тюремного ув'язнення, або штрафу в розмірі 10 тисяч тайських бат, або і того й іншого». Після цього, демонстранти поспішили покинути вулиці Бангкока: тисячі «червоносорочечників», навантажених наметами та валізами з речами рушили з східної околиці Бангкока, яку займали з 10 травня. Лідер антиурядових демонстрантів, буддійський монах Луангпу закликав своїх прихильників розходитися, сказавши, що «переворот — це перемога».
Представник військового уряду Таїланду заявив у телезверненні до нації про закриття всіх державних та приватних навчальних закладів у країні на період до 25 травня.
Представник військового уряду оголосив у телезверненні до нації список винятків з режиму комендантської години, який оголошений в країні аж до особливого розпорядження. Пересуватися під час комендантської години дозволено особам, які виїжджають за кордон, або в'їжджають з-за кордону, співробітникам невідкладних служб, працівникам нічних змін підприємств та організацій, включаючи підприємства цивільної авіації, медичних установ, особам, що слідують у медичні установи, особам, що здійснюють перевезення швидкопсувних продуктів у торговельні підприємства та особам, чия служба чи робота здійснюється по 24-часовому циклу.
Представник уряду в телезверненні до нації заявив про внесення змін до наказу № 5, остаточно скасувавши дію конституції 2007 року і ввівши цензуру інтернету:
|  | Текст наказу номер 5 слід читати в такій редакції: дія конституції 2007 року в країні скасовується повністю та остаточно, повноваження тимчасового уряду припиняються. Сенат продовжує діяти в тому складі, в якому він працює на момент виходу цього наказу, суди всіх рівнів продовжують діяти, незалежні організації, створені за конституцією, продовжують діяти. |

За наказом, будь-які висловлювання в інтернеті, що сприяють ескалації конфлікту та розпалюванню ненависті, а також висловлювання та повідомлення, що підбурюють до опору владі, будуть каратися негайним відключенням абонента від мережі та кримінальним переслідуванням за законом про воєнний стан.

#### 23 травня
Представник військових зачитав у прямому ефірі телебачення наказ, до якого додається список з 22 прізвищ осіб, які зобов'язані з'явитися в штаб сухопутних військ 23 травня до 13:30 (10:30 к ч). Під першим номером Йінглак Чинават, потім імена її родичів, які займали та займають державні пости, в тому числі в армії та поліції, колишнього секретаря Йінглак Чинават з загальних питань Суранана Ветчачіви, колишнього прем'єр-міністра Сомчая Вонгсавата і його дружини, старшої сестри Йінглак Чинават, колишнього віце-прем'єра з безпеки Чалема Юбамрунга, члена уряду Таксина Чинавата (2001—2006) доктора Промміна Летсурадета, особистого адвоката Таксина Чинавата, колишнього міністра закордонних справ Таїланду Ноппхадона Паттхами й інших видатних прихильників сімейного клану Чинават. Причини виклику не уточнюються. Пізніше, Йінглак Чинават прибула до штабу на особистому броньованому мікроавтобусі, військові заборонили 155 громадянам, серед яких політики й активісти, виїжджати з країни, а деякі члени парламенту, що підтримували минулу владу, змушені ховатися. Одночасно почалися проводитися арешти колишніх членів уряду. Зокрема, був заарештований колишній міністр праці Чалерм Юбумрунг і його син.
Представник командування армії зачитав у прямому ефірі телебачення список з 114 прізвищ: лідери «червоносорочечників», політики протиборчих партій, колишні військові та поліцейські, яким належить з'явитися до 10 години ранку (06.00 київського) 23 травня в штаб армії в Бангкоку. Також, було видано наказ, що зобов'язує інтернет-провайдерів «спиняти розповсюдження чуток, неправдивої інформації, закликів до заколоту» у соціальних мережах. Одночасно військові звільнили лідера опозиційної Демократичної партії Абхісіта Ветчачіву, взятого під варту одразу після оголошення перевороту. Однак, лідер антиурядових маніфестантів Сутхеп Тхаугсубан і глав проурядової руху «червоносорочечників» Джатупорн Промпан, як повідомило джерело у військових колах, «перебувають у безпечному місці».
Представник військового уряду заявив в прямому ефірі телебачення про запрошення всіх послів іноземних держав та представників міжнародних організацій, акредитованих в країні, прийти на зустріч з військовим керівництвом 23 травня в 16.00 (12.00 київського) в клуб сухопутних військ в Бангкоку. На зустрічі з дипломатами Прают Чан-Оча заявив, що військовий стан завершиться новими парламентськими виборами, що пройдуть лише після необхідних політичних реформ. За його словами військовий уряд пробуде при владі «стільки, скільки буде необхідно», а реформами в нині займуться новостворені спеціальна Рада і Національна асамблея. Чан-Оча підтвердив, що військове уряд має намір підтримувати відносини з усіма країнами і не відмовляється від зобов'язань, взятих колишнім урядом.
Генеральний секретар Національного комітету з телебачення, радіомовлення та телекомунікацій Таїланду Такон Тханасіт заявив, що п'ять національних телеканалів відновлять ввечері 23 травня нормальне мовлення:
|  | Наказом Ради з захисту національної безпеки та порядку з вечора сьогоднішнього дня поновлюється нормальне мовлення 3, 5, 7, 9 і 11 національних телеканалів вільного та цифрового мовлення. |

23 травня близько 18:00 за місцевим часом (14:00 за київським) військовими був перекритий Міст Дружби довжиною в 1170 метрів через річку Меконг, що з'єднує Таїланд з Лаосом в районі міста Нонгкхай, щоб не допустити виїзду лідерів опозиційного руху «червоних сорочок». Рух по мосту дозволено з великими обмеженнями, громадянам Таїланду заборонили виїжджати з країни, однак заборона на перетин кордону не поширюється на іноземних туристів.
Колишній прем'єр-міністр Таїланду 46-річна Йінглак Чинават була поміщена під домашній арешт. Затримання відбулося після того, як Чинават разом зі своєю сестрою та її чоловіком з'явилася на вимогу військових в штаб сухопутних військ, нарівні з більше 50 з 140 осіб, названих в списках, де вона добровільно віддала себе до рук військових, щоб ті не переслідували 155 політиків та протестних активістів, теж викликаних «на килим». Серед них і відсторонений від влади в. о. прем'єр-міністра Ніватхумронг Бунсонгпайсан. Усім їм заборонено виїзд з країни, і вони залишені під «охороною» армії «в безпечному місці».
Офіційний представник збройних сил Верачон Сукхондхадпатіпак заявив, що всі політики залишаться під арештом протягом тижня, сказавши, що «ми просто хочемо, щоб вони залишалися осторонь від політичних подій, щоб не провокувати напруження. Ми хочемо дати їм трохи часу подумати про те, що відбулося і відбувається», запевнивши, що всі затримані особи ні в чому не потребують і «у них є все необхідне». Точна кількість затриманих не відома — вони були вивезені з Бангкока та знаходяться на території п'яти військових баз.
На прес-конференції в Бангкоку заступник прес-секретаря сухопутних військ та військового уряду полковник Вінтхай Суварі заявив, що всі затримані утримуються в хороших та комфортабельних умовах, відповідних їх статусу:
|  | Колишній прем'єр-міністр Йінглак Чинават та інші політики, лідери обох сторін політичного конфлікту, залишаться під арештом ще від трьох до семи днів відповідно до Закону про воєнний стан. |

Із загальної кількості викликаних — 155 осіб — трохи більше половини з'явилися в штаб. Затримання уникли керівники опозиційної Демократичної партії. Найвищопоставлений політик з неявившихся — нинішній лідер партії «Пхиа Тхаі» Чарупхонг Риангсуван, колишній міністр внутрішніх справ, написав на своїй сторінці в Facebook, що перебуває на нелегальному положенні на північному сході країни і не збирається ні визнавати переворот, ні «кланятися військовим», звернувшись до «відродженого» в соцмережі руху опору часів Другої світової війни «Вільний Таїланд» із закликом «протистояти військовій диктатурі».
На зустрічі з державними службовцями високого рангу прем'єр-міністр військового уряду Таїланду генерал Прают Чан-Оча заявив, що «перш, ніж проводити вибори, країна повинна пройти через реформи в широкому спектрі різних областей політики, економіки та соціальної сфери». Чан-Оча розподілив сфери відповідальності між учасниками перевороту — командувачами видів збройних сил і національної поліції, взявши на себе відповідальність за Центральне командування внутрішньої безпеки, Рада національної безпеки, національну поліцію, національне розвідувальне управління і бюро державного бюджету. Головнокомандувач збройних сил Таїланду генерал Танасак Патімапракорн керуватиме міністерством закордонних та внутрішніх справ, оборони, інформації та телекомунікацій. Начальник головного управління національної поліції генерал Адун Сенгсінгкео керуватиме роботою адміністрації та секретаріату прем'єр-міністра та уряду, державної ради, національної комісії у справах державної служби та національного бюро соціально-економічного розвитку. Командувач військово-морських сил адмірал Наронг Піпатанасай — міністерство природних ресурсів та навколишнього середовища, міністерства освіти, науки та технологій, соціального розвитку та соціального забезпечення, туризму та спорту та міністерство охорони здоров'я. Командувач військово-повітряних сил головний маршал авіації Прайін Джантонг — міністерства праці, промисловості, фінансів, торгівлі, енергетики, сільського господарства та міністерство транспорту. На зустрічі Чан-Оча докладно розповів планованому введенні трирівневого механізму виконання рішень уряду і про те, як такий механізм сприятиме більшій ефективності роботи системи управління. Перший, вищий рівень — рівень стратегічного планування, а два нижніх — рівні оперативного планування та виконання. При цій системі генерали-члени військового уряду будуть курирувати роботу груп міністерств, які, в свою чергу, очолили не міністри, а постійні секретарі міністерств — постійні заступники міністра, які одночасно є старшими за посадою та рангом чиновниками своїх міністерств. Губернатори провінцій, підлеглі міністерству внутрішніх справ, через міністерство будуть підкорятися військовому уряду. Сам 60-річний Чан-Оча виходить у відставку та переходить на пенсію в вересні 2014. На думку експертів, він може залишитися на посаді прем'єр-міністра, ставши цивільною особою.
У північно-східній провінції конкав силами 200 солдатів було арештовано більше 20 про-урядових червоносорочечників, що нібито готували збройний виступ проти перевороту. У них вилучено вогнепальну зброю та ручні гранати. В Бангкоку близько 200 осіб зібралися на акцію протесту проти перевороту біля стін одного з міських кінотеатрів, заклеївши собі роти чорною ізолентою та взявши в руки таблички: «У мене є голос». У відповідь на заклик військових розходитися вони сказали: «Ми повернемося додому, але ви повинні повернутися у свої казарми», кілька активістів були арештовані. Нечисленні мирні акції протесту пройшли і в «північній столиці» Таїланду Чіангмай.
У компанії «Аеропорти Таїланду», яка контролює основні аеропорти, повідомили, що «аеропорти та перевізники працюють в нормальному режимі. Проте ми радимо всім пасажирам, що вилітають з Бангкока, закласти на дорогу з міста в аеропорт не менше трьох годин, щоб не пропустити рейс через складну дорожню ситуацію». Дія комендантської години з 22:00 до 05:00 не поширюється на іноземних осіб. У найбільшому аеропорту Суварнабхумі обладнана спеціальна зона для ночівлі пасажирів. Відкрито цілодобову «гарячу лінія» для консультацій з усіх питань.
24 травня — 4 червня

#### 5 червня
5 червня поліція та військові почали проводити масштабну спільну спецоперацію з вилучення незареєстрованої вогнепальної зброї, боєприпасів та вибухівки у населення. За оцінкою експертів, чорний ринок зброї за сім місяців зріс в кілька разів. За повідомленням Національного управління поліції, в східній провінції Чачоенгсао правоохоронними органами було виявлено підпільний арсенал, що складається з 40 пістолетів, 20 гвинтівок, великої кількості боєприпасів та бронежилетів, а в туристичній провінції Чонбурі, в пляжному районі Джомтьєн, виявлено п'ять вибухових пристроїв, залишених невідомими на узбіччі дороги.
Національна Рада з боротьби з корупцією Таїланду створила комітет з розслідування відносно майна колишнього прем'єр-міністра Таїланду Йінглак Чинават та кількох колишніх міністрів, залучених до підозрілу схему покупок рису, в якій вони могли мати особисту вигоду.

#### 6 червня
6 червня був заарештований Сомбат Бунгаманонг — активіст, який організовував невеликі акції протесту проти військових. Співробітникам сил безпеки вдалося напасти на слід за повідомленнями, які він викладав в інтернеті.
Представник Національної ради для миру і порядку повідомив про скасування комендантської години в курортному місті Хуахін, його передмісті Ча-ам, на острові Крабі і в провінції Панг Нга.

#### 10 червня
10 червня в заяві Національної ради для миру і порядку, що надійшла в розпорядження газети «Bangkok Post» і розіслана через СМС передплатникам, сказано про скасування комендантської години в 17 з 77 провінцій країни та частково в трьох провінціях, проте в Бангкоку, який має статус рівний провінції, комендантська година продовжує діяти. Пізніше до списку були додані ще 20 з 77 провінцій Таїланду.

#### 13 червня
13 червня на брифінгу з бюджету на 2015 рік лідер Національної ради для миру і порядку генерал Прают Чан-Оча закликав тайців бути «терплячими», сказав, що «новий уряд буде сформовано в серпні, в крайньому випадку у вересні. Не питайте мене, хто вони і звідки». Чан-Оча не виключив, що може сам стати прем'єр-міністром, додавши, що вибори відбудуться не раніше, ніж через рік, оскільки потрібно час на політичні реформи, в тому числі на складання нової конституції. Підкресливши, що «якщо у нас не буде сильної армії, до нас ніхто не прислухатиметься», Чан-Оча представив плани по стимулюванню економіки країни, що включають шляхи зниження вартості життя, перегляд розмірів субсидій для фермерів, а також реформу системи освіти та діяльності поліції.
13 червня в повідомленні Національної ради для миру і порядку сказано про скасування комендантської години, оскільки «не спостерігається ознак можливого насильства».

## Міжнародна реакція
На введення воєнного стану та здійснення військового перевороту послідувала негайна реакція міжнародної громадськості. Представники уряду Індонезії, Філіппін та Австралії висловили заклопотаність цими подіями, а Японія закликала до негайного відновлення демократії.
- Камбоджа:

Представник уряду Камбоджі Пхай Сіпхан заявив, що внаслідок перевороту може збільшитися напруженість на кордоні Камбоджі та Таїланду:
|  | Ми хотіли б, щоб цей переворот не ставив під загрозу демократичний перехід, підтримка миру і стабільність, і, як і раніше, дотримувався волі та інтересів тайського народу. |

- КНР:

Офіційний представник міністерства закордонних справ КНР Хун Лей закликав усі сторони в Таїланді знайти вихід з кризи шляхом діалогу:
|  | Китай висловлює заклопотаність з приводу нинішньої ситуації в Таїланді. Ми сподіваємося, що зацікавлені сторони будуть проявляти стриманість та активізувати діалог, для того, щоб навести порядок в країні. |

### Офіційні
- National Council for Peace and Order у соцмережі «Facebook»
- National Council for Peace and Order у соцмережі «Твіттер»

### ЗМІ
- Криза в Таїланді: підйом «полупереворотом» ? [Архівовано 23 травня 2014 у Wayback Machine.]
- Переворот в Таїланді: військові захопили владу та скасували конституцію [Архівовано 23 травня 2014 у Wayback Machine.]
- Військові захопили владу в Таїланді, розчарувавшись у переговорах [Архівовано 22 травня 2014 у Wayback Machine.]
- Таїланд після військового перевороту [Архівовано 8 червня 2014 у Wayback Machine.]
- Військовий «Не переворот» в Таїланді і його наслідки
- Що відбулося в Таїланді: «кольорову революцію» скасувала армія [Архівовано 31 травня 2014 у Wayback Machine.]

| Прапор Таїланду | Це незавершена стаття про Таїланд. Ви можете допомогти проєкту, виправивши або дописавши її. |